# Rivière Drolet
Rivière Drolet är ett vattendrag i Kanada.   Det ligger i provinsen Québec, i den sydöstra delen av landet, 400 km öster om huvudstaden Ottawa.
I omgivningarna runt Rivière Drolet växer i huvudsak blandskog. Runt Rivière Drolet är det mycket glesbefolkat, med 5 invånare per kvadratkilometer.